# Peklo (Raspenava)
Peklo je základní sídelní jednotka města Raspenava ležícího na severu České republiky, ve Frýdlantském výběžku Libereckého kraje. Vznikla roku 1780 v místech, kde do té doby hospodařil poplužní dvůr. Mezi roky 1783 a 1850 bylo sice Peklo samostatné, ale jinak spadalo pod Lužec a od roku 1950 je součástí Raspenavy. Rozvoj obce v 19. století měl za následek vznik základní školy a hasičského sboru. Na konci tohoto století zde fungovala i malá porcelánka. Po druhé světové válce ale počet obyvatel poklesl a z Pekla se stala především chalupářská lokalita. Pobýval zde i spisovatel Václav Kaplický, který tu vytvořil některá svá díla.
Osadou protéká Pekelský potok, na jehož přítoku se nachází chovný rybník Petr, a od raspenavské aglomerace ji odděluje Pekelský vrch. Celá oblast je součástí přírodního parku Peklo.

## Název
Osada pojmenovaná Peklo vznikala z křesťanské představy o místech hrozivých muk a úpěnlivě bědujících zatracených lidí. Toto pojmenování proto nesou například hlučné mlýny v hlubokých údolích nebo hostince či osady s ne příliš lichotivou pověstí. Opakem tohoto místa jsou lokality pojmenované Nebesa nebo Ráj, která se někdy nacházejí v blízkosti Pekla.
Prvotní označení lokality poblíž Raspenavy je Frowergen in Heller (pocházející z roku 1601). Posléze název přecházel přes Höllner Schafferey (1713), Höllner Meyerhof (1780), Karolinenthal nebo Carolinenthal (1784), Karolinthal (1787), Karolinsthal (1790), až po Karolinthal (1834). Tento název platil do poloviny roku 1947, kdy byl na základě vyhlášky tehdejšího československého ministra vnitra Václava Noska změněn na Peklo.

## Historie

### Do 17.století

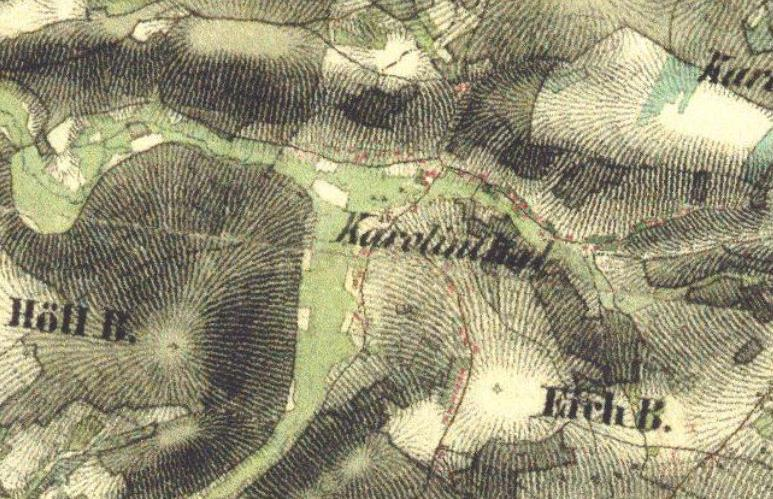
Karolinthal (od roku 1947 Peklo) na mapách druhého vojenského mapování

Oblast Pekla pokrývaly v 16. století (a možná ještě i na počátku 17. století) temné lesy. Od nich se lokalitě říkalo „Pekelské údolí“, popřípadě jen „v Pekle“. Až zdejší nálezy železné rudy (zřejmě limonitu) měly za následek pronikání lidí do této oblasti. Vytěženou rudu využíval raspenavský hamr a s ukončením jeho provozu skončilo i dobývání rudy v Pekle. Místa, kde se ruda dolovala, bylo nutné před započetím těžby nejprve vymýtit. Na odlesněných plochách pak vznikaly louky, jejichž trávu spásal dobytek. Po zrušení hamru, ale možná ještě za jeho provozu, vznikl v Pekle statek nazývaný „Pekelský dvůr“. V urbáři (soupisu) zdejšího panství z roku 1631 je uváděno, že místní zemědělské plochy jsou vhodné k obdělávání a sedlákům z Libverdy se stanoví dopravovat zde vypěstované obilí do Hejnic a do dvora v Hajništi. Robotovat na tyto plochy chodili poddaní z blízkých Hejnic. Po roce 1631 také došlo k přeměně dvora na ovčín, jenž je prvně písemně zmiňován k roku 1701. Následující rok (1702) nechala vrchnost okolo ovčína postavit šest domů, které obývali zdejší poddaní, jimž jednotlivé objekty prodala. Každý domek navíc disponoval malým pozemkem. Nájemci těchto objektů pracovali v zemědělství a živili se též ručními pracemi. Lokalita se nazývala Hellen a správně spadala pod rychtáře v Lužci.

### Vznik osady
Vrchnostenská přiznávací tabela poplužních dvorů vyhotovená roku 1713 uvádí, že pekelský ovčín obhospodařoval plochu o výměře 51,75 strychu, tedy asi 14,7 hektaru. Zdejší ovčín je roku 1717 zmiňován jako poplužní dvůr, na němž sídlil místní fojt. V roce 1722 zde byl zbudován ještě jeden, sedmý, domek. Protože ale poplužní dvůr nepřinášel očekávaný výnos, došlo ve druhé polovině 18. století, kdy zdejší panství patřilo Kristiánu Filipu Clam-Gallasovi, k jeho zrušení. Pozemky patřící dvoru se roku 1780 v rámci raabizace rozdělily mezi nové osadníky, kteří pocházeli především ze sousedních obcí. Právo prvního výběru parcely, na níž postaví svůj dům, měl údajně bývalý fojt z původního poplužního dvora. Na nových parcelách vzniklo celkem 33 domů. V té době také došlo k vymýcení příkrých úbočí na sluneční straně zdejších kopců a k proměně těchto míst na pole a ovocné sady.
Vzhledem k tomu, že k soupisu smluv o rozdělení parcel a domů na nové nájemníky došlo především ke dni 1. prosince 1780, je tento den považován za den založení zdejší osady. Její pojmenování – Peklo – se nelíbilo Kristiánu Filipu Clam-Gallasovi, a proto jej roku 1784 nechal změnit na Karolinthal (tedy Karolinino údolí) vycházející ze jména Clam-Gallasovy manželky Karoliny, rozené Šporkové. Intenzita růstu sídla vedla roku 1783 k jeho odtržení od Lužce a jmenování vlastního rychtáře. Tím se stal Johann Christoph Demuth, jemuž patřil objekt původního poplužního dvora (dům čp. 11). O dva roky později objekt koupil Josef Tschiedel, syn učitele z Arnoltic, a stal se tak zdejším rychtářem. Jeho syn, Josef Tschiedel ml., se stal posledním obecním rychtářem. Během let 1832 a 1833 pobýval v Pekle na handlu, tedy výměnném pobytu, Antonín Zeman, otec spisovatele Antala Staška a děda Ivana Olbrachta. Žil zde v německé rodině, jejíž potomek zas ten čas trávil u Zemanů ve Stanové. Zeman se zde učil německy, zatímco německý chlapec ve Stanové zase česky. Ve svých vzpomínkách Zeman popisoval, jak chodil do místní školy, dále zmiňoval život v chalupě, cesty s – jak uvádí – německým tatínkem na trhy do Žitavy a další vzpomínky. Zeman se zmiňuje také o zdejším hojném počtu zvěře, o pytlácích, ale popisuje též, že se ve svém životě již nikdy tak dobře neměl jako tehdy v Pekle. Domů chodil jen na velké svátky a na konci školního roku. Cestoval tenkrát pěšky přes Smědavu trasou dlouhou 40 kilometrů.

### Závěr 19.století a světové války
Roku 1850 se osada opět stala součástí Lužce, ale své číslování domů si i přes to ponechala. Od roku 1857 navštěvovaly zdejší děti místní školu. Do té doby chodily do Raspenavy. Od května roku 1892 mělo Peklo svůj hasičský spolek, pro který zbudovalo hasičskou zbrojnici. Stála v místech, kde se silnice od Lužce ostře lomí k západu. Zbourána byla nejpozději po druhé světové válce a na jejím místě vyrostla plechová stodola. Sbor žil bohatým společenským životem, pořádal osvětové akce, plesy či výroční oslavy.

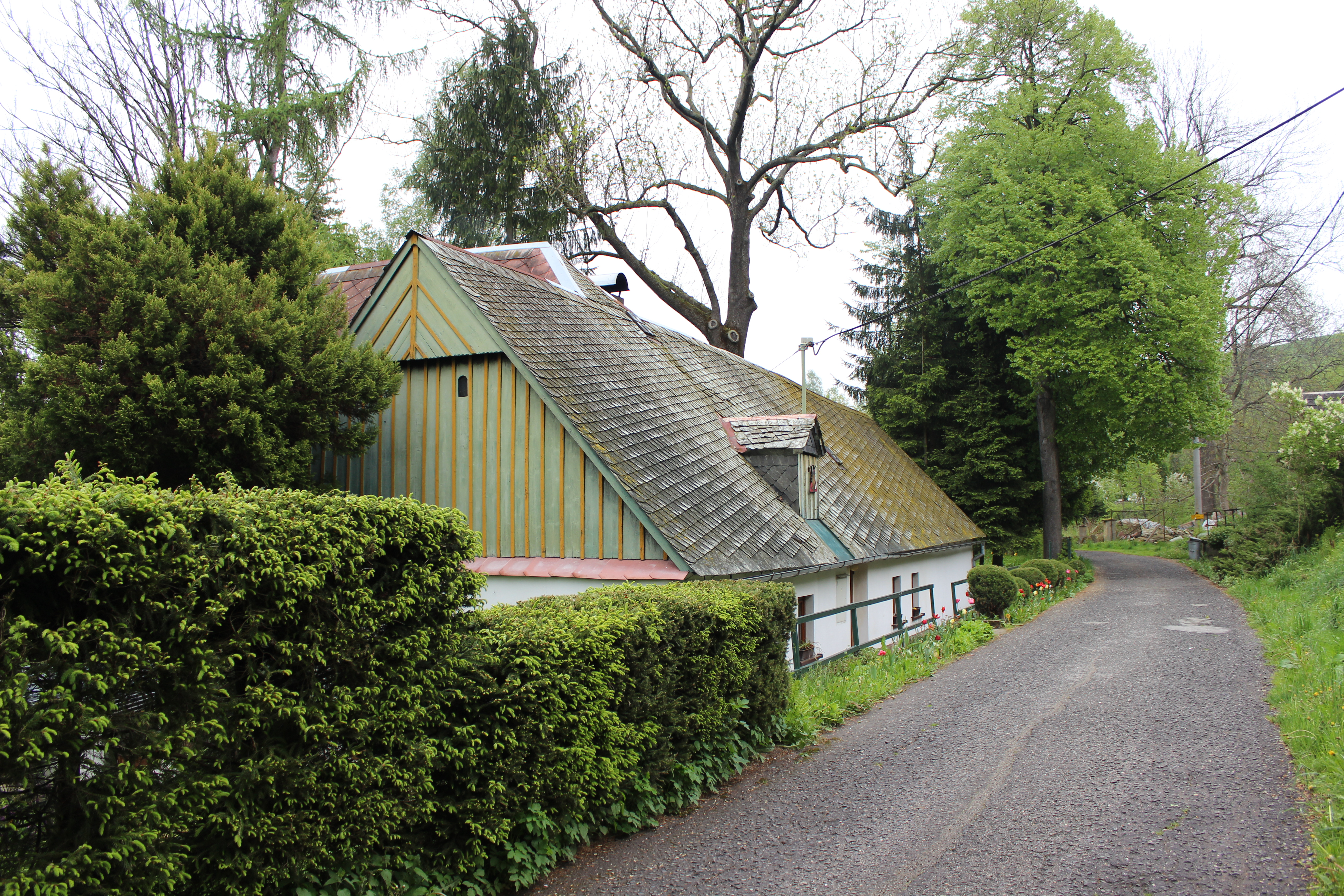
Dům, v němž tvořil spisovatel Václav Kaplický

Období před první světovou válkou představovalo pro Peklo, Raspenavu, Luh i Lužec hospodářský rozvoj. Fungovaly zde soukromé živnosti, v provozu byly hostince či obchody a od 3. května 1900 jezdí vlaky po železniční trati z Raspenavy do Bílého Potoka, která jižně od Pekla prochází také Lužcem. Tento rozvoj ukončila až válka. Po ní došlo 28. října 1918 k vyhlášení Československa. Zdejší pohraničí obývané především Němci se ovšem pokusilo od nově vzniklého státu odtrhnout. Vyhlásilo samostatnou provincii nazvanou Deutschböhmen, tedy Německé Čechy, jejímž centrem se stal Liberec. Obdobné provincie se v té době vytvořily i v pohraničních oblastech severní Moravy a Slezska, dále na jižní Moravě a v jižních Čechách. Československá vláda vyslala k obnově svrchovanosti země armádu, která území během prosince 1918 obsadila. Rozhodnutí Pařížské mírové konference (1919) a ustanovení Saint-germainské smlouvy (1919) přisoudila pohraniční oblasti obývané převážně Němci Československu.
Po válce začali do pohraničí přicházet noví obyvatelé české národnosti. Vedle vojáků a příslušníků policie a četnictva mezi ně patřili úředníci či drážní zaměstnanci. Rozpad Rakouska-Uherska však znamenal ztrátu tradičních odbytišť zdejších průmyslových podniků, které se tak z válečných útrap vzpamatovávaly jen pozvolna. Mezi nejpostiženější patřily textilní továrny. To vedlo k radikalizaci místní společnosti, jež vyústila ve vítězství sociálních demokratů v prvních poválečných obecních volbách v roce 1919. Starostou se stal zdejší truhlář sociální demokrat Julius Scholz. Následující rok (1920) se zastupitelé Lužce (15 členů), kam patřilo i Peklo, sešli se zastupiteli Luhu (24 zastupitelů) a Raspenavy (30 zastupitelů) na společné schůzi a odsouhlasili sloučení těchto tří obcí v jeden celek. Následně žádost podali na ministerstvu vnitra, jež ji ale nevyřídilo a k sloučení tehdy nedošlo.
Roku 1923 nechala Okresní správní komise vybudovat spojovací silnici mezi Lužcem a Peklem, jejíž stavba byla dokončena roku 1926. Projekt pro ni vytvořil okresní cestmistr Alfred Scholz a zbudovali ji stavitelé Rudolf Kollitz z Frýdlantu spolu s Karlem Suskem z Nového Města pod Smrkem.
Vypuknutí světové hospodářské krize na počátku třicátých let 20. století mělo za následek snižování počtu zaměstnanců ve zdejších průmyslových podnicích či dokonce zastavování výroby. Následný vzestup fašismu v sousedním Německu vedl německé obyvatelstvo žijící na československém území ke snaze získat autonomii pro příhraniční oblasti osídlené především Němci. Například majitelé textilky v Luhu, bratři Richterové, se tajně ještě s dalšími průmyslníky z okolí scházeli v Dolním Polubném a spolu s představiteli Henleinovy Sudetoněmecké strany (SdP) plánovali společný postup proti Československu.
V komunálních volbách konaných roku 1938 se do patnáctičlenného lužeckého zastupitelstva dostalo 11 příslušníků Henleinovy Sudetoněmecké strany. Následkem Mnichovské dohody opustili příslušníci Stráže obrany státu (SOS) i československé armády zdejší oblast a 2. října 1938 ji obsadily jednotky německé armády. Stala se tak součástí Sudetské župy. Následně začalo probíhat zatýkání názorových odpůrců fašistů, včetně sociálních demokratů a komunistů. Když 2. prosince 1938 navštívil Adolf Hitler Liberec, objevila se nad Raspenavou a jejím okolím v rámci propagačního letu vzducholoď Graf Zeppelin.

### Po druhé světové válce
Během války zůstali zdejší obyvatelé ušetřeni průchodu válečné fronty. Po válce zde byl v červnu 1945 ustaven Sbor národní bezpečnosti (SNB) a své domovy muselo v rámci odsunu opustit německé obyvatelstvo. Následkem odsunu přestal existovat pekelský hasičský sbor. Jeho požární stříkačku převzali hasiči z Lužce. V tu dobu také skončilo vyučování v pekelské základní škole. Roku 1947 se navíc změnil dosavadní název osady z „Karolintal“ na „Peklo“ a o tři roky později se Raspenava, Luh a Lužec sloučily do jedné obce, která byla roku 1965 povýšena na město. Po dalších jedenácti letech (1976) získala Raspenava svůj městský znak. Na počátku roku 1980 (k 1. lednu) proběhlo v Luhu, Lužci i Pekle přečíslování domů na jednotnou číselnou řadu a své jméno dostaly i jednotlivé ulice. V polovině osmdesátých let 20. století (1986) vybudoval Petr Krumphanzel v pekelském údolí v místech původních rašelinných luk rybník Petr. V těchto místech se dříve do rašeliny při morových epidemiích ukládala těla zemřelých.

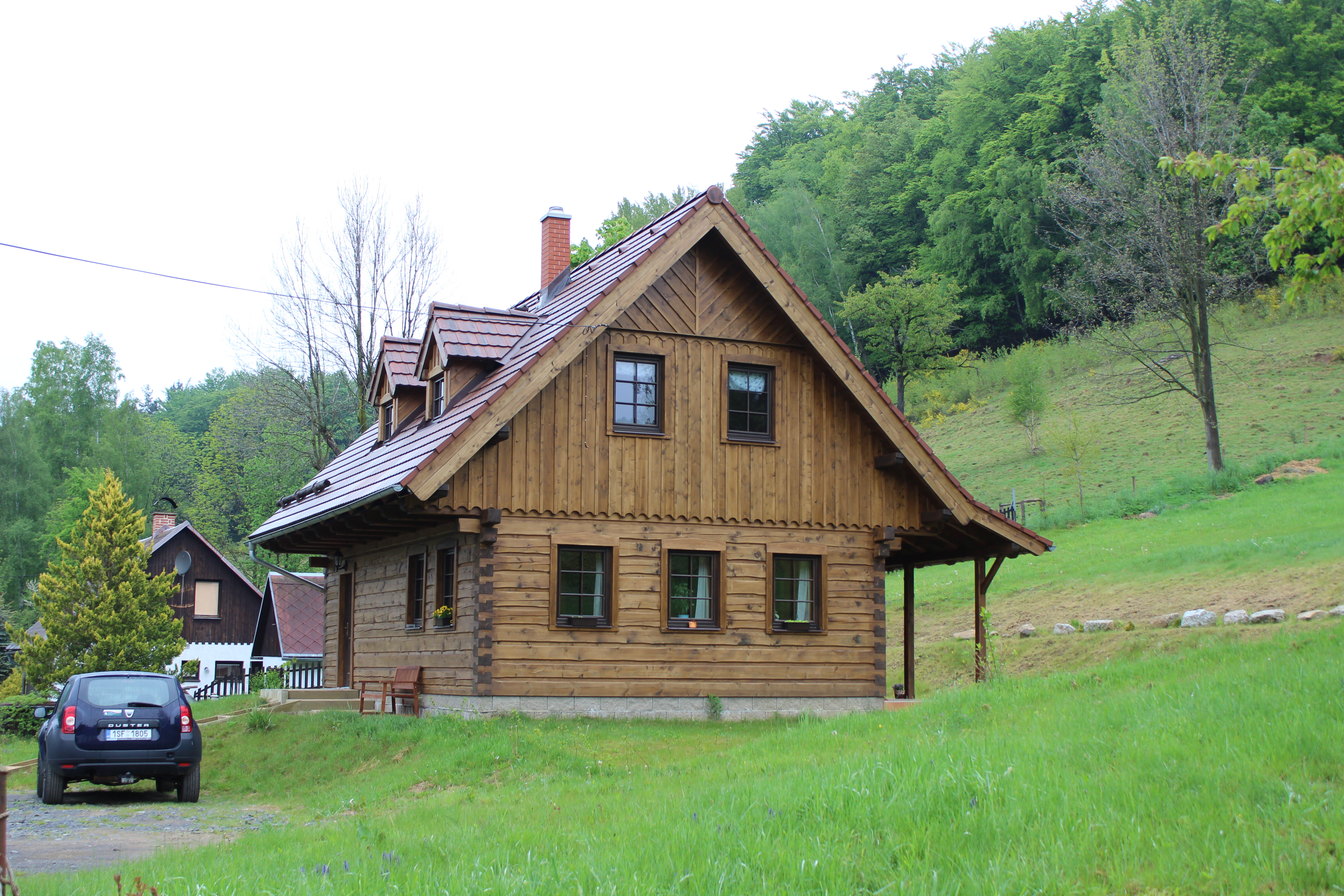
Novostavba pekelské chalupy

Po sametové revoluci se začalo v Pekle rozbíhat soukromé podnikání. Sídlí zde například grafická společnost Arteport nebo zemědělská Farma Raspenava, na níž od roku 1995 hospodaří Jan Chytil (od roku 1998 v ekologickém režimu). Jeho společnost se řadí mezi největší soukromé zemědělce v celém městě. Na sklonku léta roku 2011 vyrostly v Pekle tři dřevěné stojany, na něž byly následně instalovány informační tabule popisující historii i současnost lokality. V osadě je po roce 1989 trvale obydleno pouze osm domů. Zbylé slouží jako chalupy k rekreaci. Další chaty si lidé postavili na rozvalinách původních domů.

## Přírodní poměry

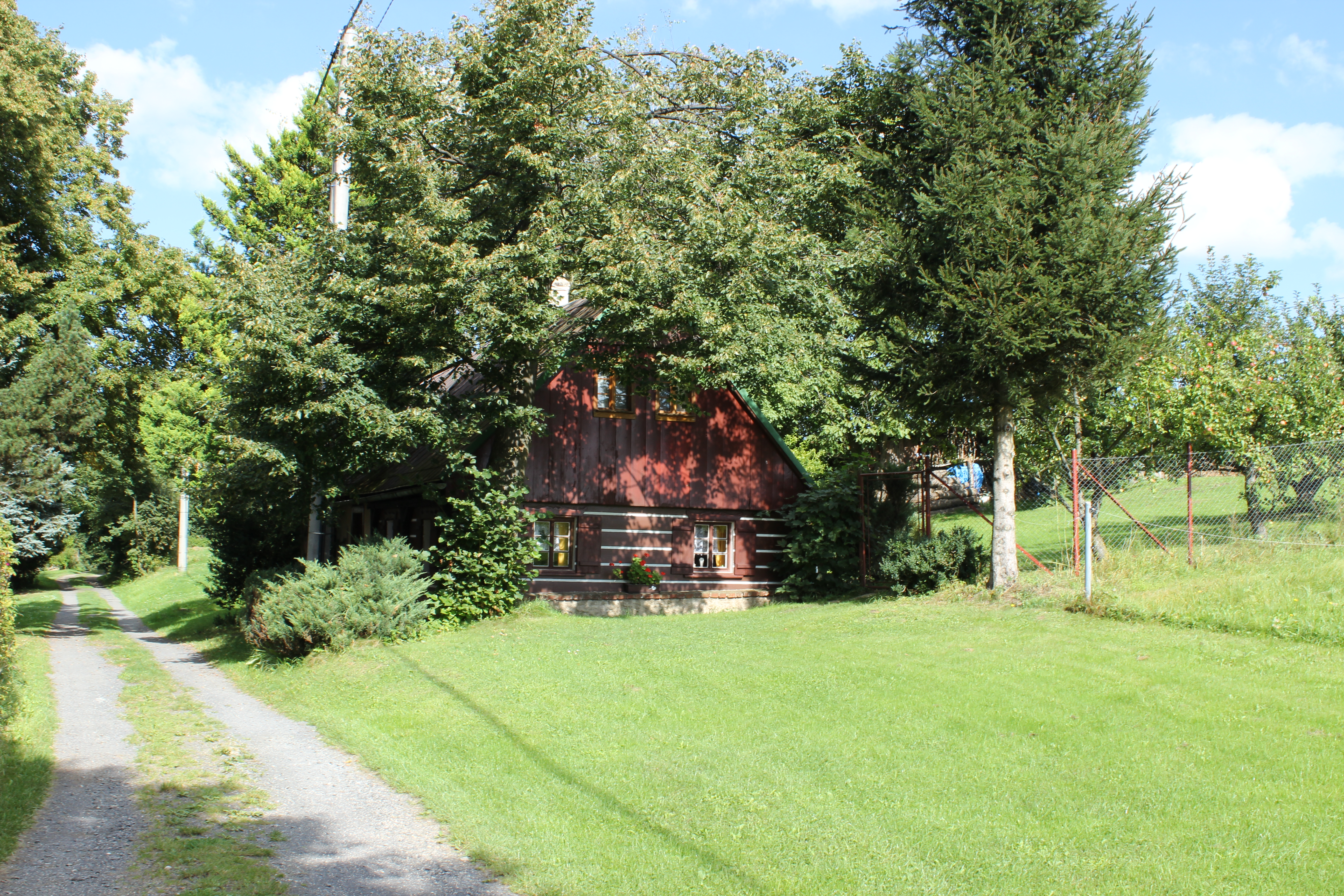
Dům číslo 20 stojí v části Pekla zvané Nebe

Oblast se nachází na severu České republiky, ve Frýdlantském výběžku Libereckého okresu ve stejnojmenném kraji. Tvoří jednu ze dvou základních sídelních jednotek města Raspenava. Je tak součástí stejnojmenného katastrálního území (o výměře 41,22 km²) zahrnující celé území tohoto města. Centrum Raspenavy leží od Pekla asi tři kilometry západním směrem. Ve vzdálenosti přibližně 7,5 kilometru na severozápad se nachází město Frýdlant, asi 4,5 kilometru severovýchodním směrem Nové Město pod Smrkem a dva a půl kilometru na jihovýchod město Hejnice. Jeden a půl kilometru jihovýchodním směrem leží centrum Lázní Libverdy se zdejší kolonádou. Části Pekla ležící na severním úbočí Dubového vrchu směrem k lázeňské obcí se říká Nebe či Nebíčko.

### Geologická stavba, reliéf a půdy
Zdejší údolní oblast je kvartérního stáří. Východní svahy směrem k Lázním Libverdě jsou tvořeny fylity a svory. Naopak severní, západní a jižní ortorulou a místy též migmatickou rulou. Okolí zdejších vodních toků tvoří nivní sediment, který od zmíněných hornin po všech stranách odděluje pás kamenitého až hlinito-kamenitého sedimentu. Podloží rybníka Petr tvoří slatina, rašelina a hnilokal.
Okolí Pekla patří do České vysočiny, přesněji do Krkonošsko-jesenické subprovincie a do její Krkonošské oblasti, v níž tvoří Frýdlantskou pahorkatinu. Jihozápadně od Pekla se do výše 487 m n. m. vypíná Pekelský vrch a na druhé straně údolí, jihovýchodně od Pekla, Dubový vrch (474 m n. m.). Severozápadně od sídla se ještě nachází bezejmenný vrchol o výšce 440 m n. m. Z pedologického hlediska je celá zdejší oblast tvořena podzolovými půdami.

### Vodstvo a podnebí

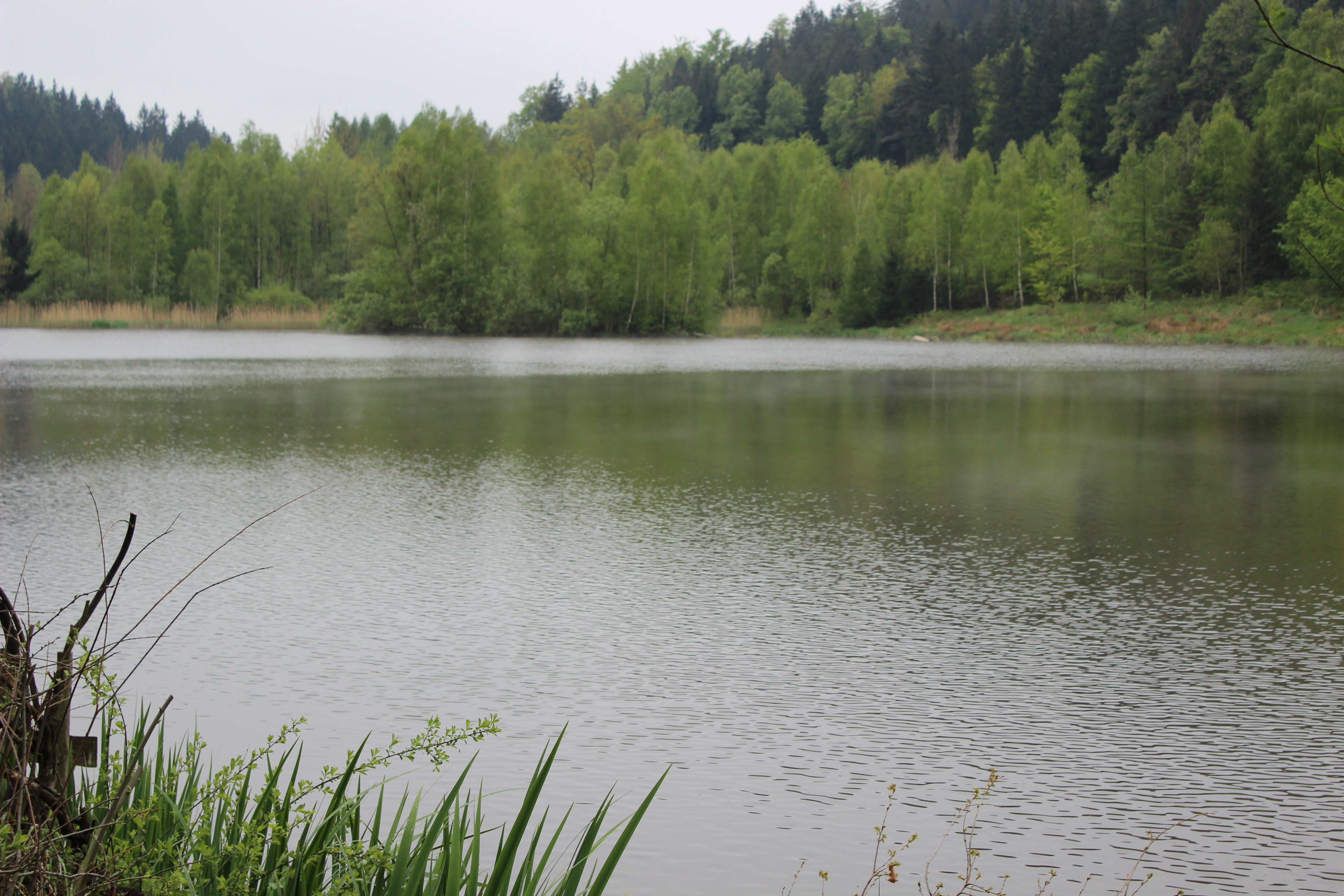
Od roku 1986 je v Pekle zbudován rybník Petr

Zdejší oblast patří do úmoří Baltského moře. Je součástí povodí řeky Smědé, která se posléze jižně od polské Radomierzyce pravostranně vlévá do Lužické Nisy. Peklem protéká Pekelský potok pramenící v pastvinách na úbočí Závorníku (697 m n. m.). Prameniště se nachází u Přebytku ležícím východně od Pekla. Následně vodoteč ve směru od východu na západ protéká Peklem, kde se do něj levostranně vlévá bezejmenný potok, a dále pokračuje východním směrem až do Raspenavy, v níž se u zdejšího kostela Nanebevzetí Panny Marie pravostranně vlévá do Smědé. Na zmíněném bezejmenném přítoku Pekelského potoka leží chovný rybník Petr, jenž je součástí rybářského revíru číslo 441 055/9 spravovaného frýdlantskou místní organizací Českého rybářského svazu. Nádrž samotnou zbudoval roku 1986 Petr Krumphanzel, který jí také dal své jméno. Dle jiných zdrojů je ovšem rybník pojmenován podle svatého Petra, patrona rybářů.
Dle Quittovy klasifikace podnebí náleží oblast Pekla do mírně teplé oblasti MT2. V ní po dobu 140 až 160 dní během roku překročí teploty 10 °C. Lednová teplota se obvykle pohybuje mezi −3 a −4 °C, v dubnu 6 až 7 °C a během července průměrně dosahuje 16 až 17 °C. Na podzim, v říjnu, oscilují teploty kolem hodnot 6 či 7 °C. V průběhu kalendářního roku se objeví 120 až 130 dní, jejichž průměrný denní úhrn dešťových srážek dosáhne minimálně 1 milimetru na metr čtvereční. Dále je obvykle po dobu 80 až 100 dní zdejší krajina pokryta sněhovou pokrývkou.

### Flora a fauna

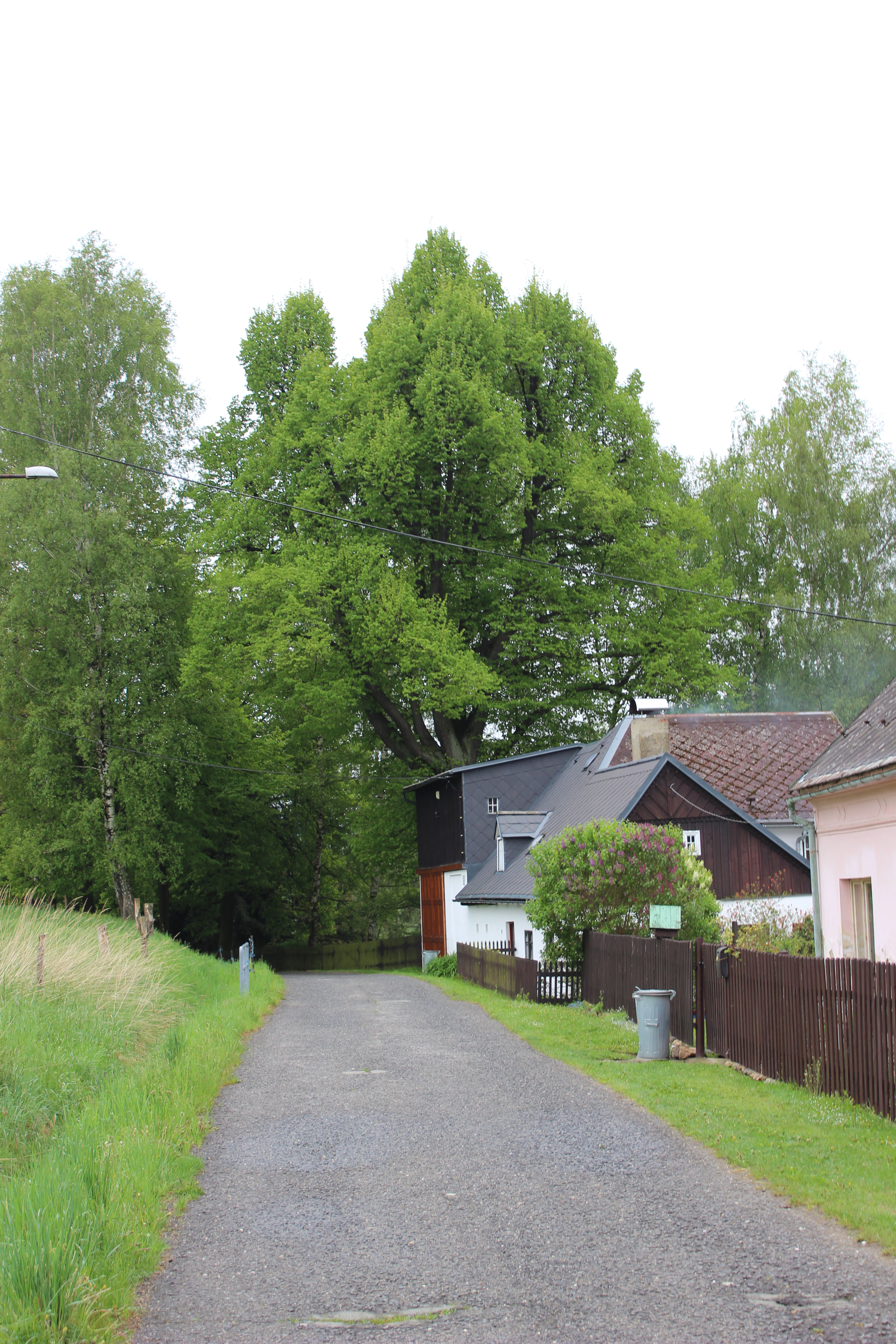
Památná Filipova lípa

Potenciální přirozenou vegetaci okolí Pekla tvoří biková bučina. V ní se uchovaly druhově bohatá bylinná patra. Vyskytují se zde jak dub zimní (Quercus petraea), tak také letní (Quercus robur), dále lípy srdčité (Tilia cordata) a velkolisté (Tilia platyphyllos), olše lepkavé (Alnus glutinosa), vrby bílé (Salix alba) či topoly osika (Populus tremula). Roste tu ale také kopytník evropský (Asarum europaeum), strdivka nicí (Melica nutans), jaterník podléška (Hepatica nobilis) nebo zvláště chráněné lilie zlatohlávek (Lilium martagon), prstnatec májový (Dactylorhiza majalis), sněženka jarní (Galanthus nivalis), měsíčnice vytrvalá (Lunaria rediviva) či vachta třílistá (Menyanthes trifoliata). Mezi nejcennější a současně též druhově nejrozmanitější zdejší oblasti patří mokřady v nivě Pekelského potoka, dále oblasti okolo rybníka Petr a jihovýchodní svahy vrchu Chlum. Roste tu například zábělník bahenní (Potentilla palustris) a další rostliny.
Ze zvířat zde žije daněk evropský (Dama dama), jelen evropský (Cervus elaphus), kuna skalní (Martes foina), rejsek horský (Sorex alpinus), mlok skvrnitý (Salamandra salamandra) nebo ještěrka obecná (Lacerta agilis) a slepýš křehký (Anguis fragilis). Z ptáků sem zaletí též výr velký (Bubo bubo), sýček obecný (Athene noctua), včelojed lesní (Pernis apivorus), holub doupňák (Columba oenas), lejsek malý (Ficedula parva) a poblíž vodních ploch skorec vodní (Cinclus cinclus), konipas horský (Motacilla cinerea), bekasina otavní (Gallinago gallinago) nebo moták pochop (Circus aeruginosus). Zahlédnout je možné batolce duhového (Apatura iris), martináčka bukového (Aglia tau), tesaříka pilunu (Prionus coriarius) nebo roháčka bukového (Sinodendron cylindricum). V potocích žije střevle potoční (Phoxinus phoxinus) nebo mihule potoční (Lampetra planeri). Na loukách se zde vyskytuje kriticky ohrožený střevlík zlatý (Carabus auratus). Rybník Petr dává každým rokem asi 2,5 tuny ryb, a to kaprů (Cyprinus), candátů (Sander), línů (Tinca), amurů (Ctenopharyngodon), pstruhů (Salmo) či tolstolobiků (Hypophthalmichthys). Až do poloviny 18. století se v okolí osady pohybovali vlci (Canis). Svědčí o tom vlčí jáma, která se nacházela na úbočí Pekelského vrchu.

### Ochrana životního prostředí
Celé Peklo leží na území přírodního parku Peklo, který vznikl na základě rozhodnutí libereckého okresní úřadu v roce 1997. Na jižní straně u Lužce tento park plynule přechází do chráněné krajinné oblasti Jizerské hory vyhlášené roku 1967. V ní se nachází ptačí oblast Jizerské hory vyhlášená k ochraně hnízdišť tetřívka obecného (Tetrao tetrix) a sýce rousného (Aegolius funereus). Přímo v Pekle, severovýchodně od hráze zdejšího rybníka Petr roste od roku 1993 památkově chráněná devětadvacet metrů vysoká lípa malolistá (Tilia cordata), která je někdy zvaná též Filipova lípa. Obvod kmene tohoto jedince dosahuje 312 centimetrů. Na západní straně Pekelského vrchu roste ještě pětadvacetimetrový buk lesní (Fagus sylvatica) zvaný též Sluneční buk, jehož obvod kmene dosahuje 532 centimetrů.

## Obyvatelstvo

### Struktura
Údaje o počtu obyvatel v Pekle jsou k dispozici od roku 1771 až do roku 1991. Nejvyššího počtu dosáhl podle dostupných dat při sčítání v roce 1843 (468 obyvatel). K mírnému poklesu došlo po první světové válce. Ovšem výrazný pokles nastal po druhé světové válce v souvislosti s odsunem původního německého obyvatelstva z Československa.
| Rok            | 1771 | 1826 | 1834 | 1843 | 1869 | 1880 | 1890 | 1900 | 1909 | 1910 | 1921 | 1930 | 1950 | 1961 | 1970 | 1980 | 1991 |
| -------------- | ---- | ---- | ---- | ---- | ---- | ---- | ---- | ---- | ---- | ---- | ---- | ---- | ---- | ---- | ---- | ---- | ---- |
| Počet obyvatel |      |      | 445  | 468  | 417  | 391  | 347  | 361  |      | 369  | 319  | 325  | 55   | 60   | 54   | 31   | 20   |
| Počet domů     | 8    | 64   | 65   | 73   | 72   | 80   | 72   | 73   | 75   | 76   | 75   | 74   | 71   |      | 16   |      | 51   |

Národnostní složení obyvatelstva je dostupné ze sčítání konaných na počátku 20. století. Podle něj v roce 1900 žilo v Pekle výhradně obyvatelstvo německé národnosti a stejná situace se opakovala i o deset let později (1910). Další sčítání roku 1921 již zaznamenalo i jiné národnosti, byť Němci převažovali. K nim se zde hlásilo 269 obyvatel, k Čechům 33 a zbylých 17 obyvatel označovaly statistiky za cizince. Dle stejného sčítání zde žilo 145 mužů (45 %) a 174 žen.

### Náboženský život
Přímo v Pekle není žádný kostel ani sbor. Celé sídlo spadá od 18. století do raspenavské farnosti římskokatolické církve. Bohoslužby se slouží v jejím farním kostele Nanebevzetí Panny Marie. Administrátorem excurrendo je k roku 2015 Pavel Andrš z Hejnic. Českobratrští evangelíci (ČCE) mají svůj sbor v Novém Městě pod Smrkem a členové Církve československé husitské (CČSH) spadají pod náboženskou obec ve Frýdlantě.

## Hospodářství
Zdejší obyvatelé nepatřili mezí příliš majetné a své zaměstnání nacházeli v hejnických či raspenavských továrnách. Jiní se věnovali práci v okolních lesích. Někteří ale také pytlačili, takže se jich báli nejen hajní, ale i četníci.

### Živnosti

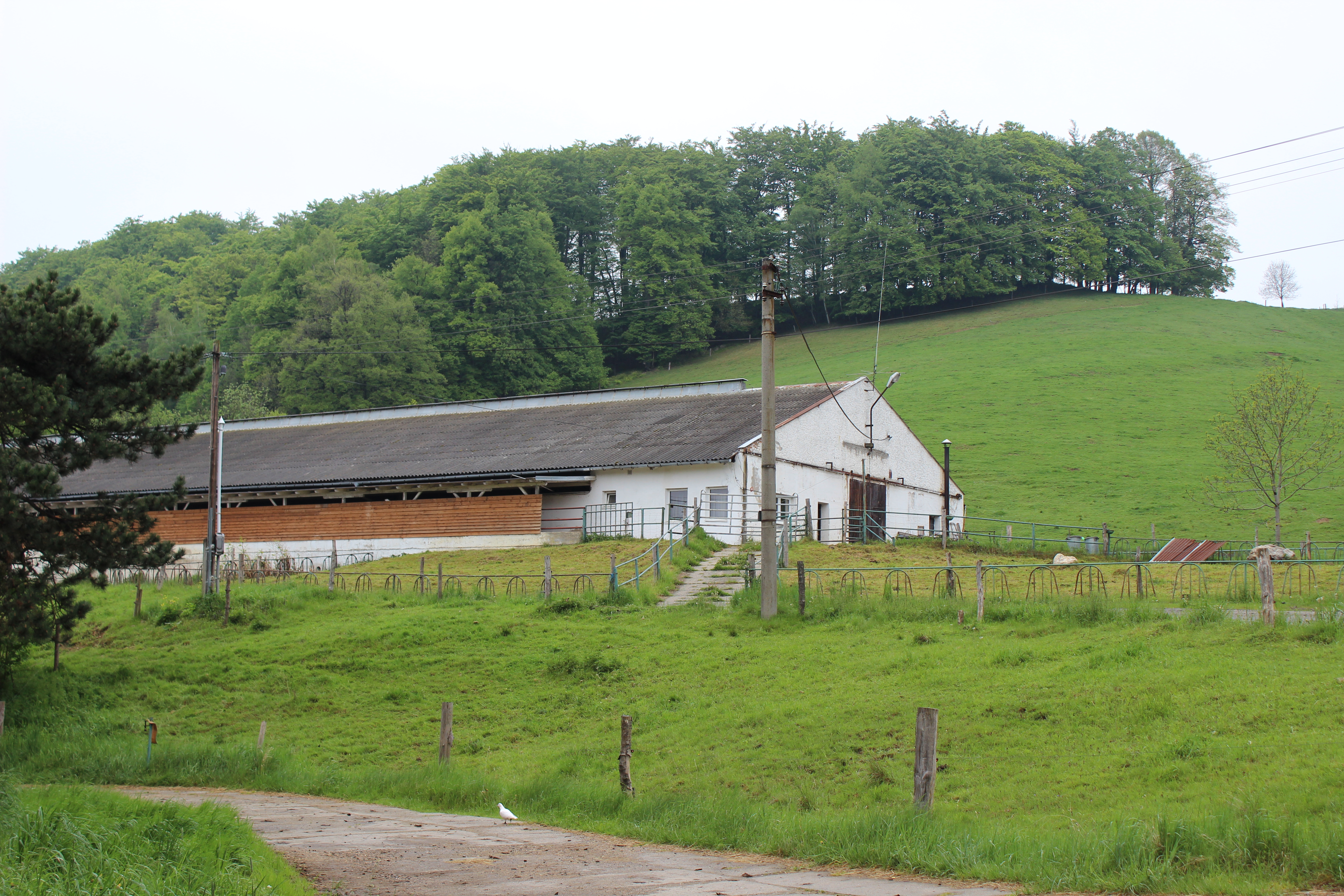
Objekt zemědělského družstva

V místě, kde stojí objekt bývalé školy, stávala dříve zahradnická usedlost, ve které žil domácí tkadlec Gottfried Richter. Zde do jeho řemesla pronikal i jeho syn Anton (1805–1877), jenž se pak stal zakladatelem pozdějšího velkoprůmyslnického rodu, jehož továrny v Luhu na počátku 21. století ještě stojí. Dva místní rodáci, Adolf Rösler a Wilhelm Wildner pracující v hejnické Kratzerově porcelánce, založili roku 1887 v Pekle porcelánku vlastní. Disponovala jednou vypalovací pecí a vyráběla například rukojeti k nožům, písařské potřeby či stojánky na nože a posléze též figurky, vázy na květiny, držadla slunečníků, flakóny nebo hlavičky na hole. Produkce továrny se distribuovala jak v tehdejším Rakousko-Uhersku (například v Jablonci nad Nisou, v Praze nebo ve Vídni), tak také v zahraničí (Lipsko, Berlín, Varšava, Londýn, Birmingham). Hrnčířskou hlínu si podnik nechal dovážet z okolí Karlových Varů a dřevo na topení v peci těžil v lesích podél silnice z Pekla do Lužce. Zájem o zdejší výrobky zapříčinil rozvoj továrny, jejíž počet zaměstnanců postupně vzrostl až na padesát pracovníků. V letech 1893–1896 například zaměstnával na pozici malířů sedm mužů a sedmnáct žen, dále dvanáct modelářů a sedm pracovníků u pece. Roku 1887 se provoz rozšířil zvětšením malířské haly, přistavěním modelárny, sklepa k uskladnění výrobní suroviny a přistavěním dalších součástí provozu. O šest let později (1893) opustil továrnu jeden ze společníků – Wilhelm Wildner – a společnost tak nadále patřila pouze Röslerovi. Ten roku 1895 firmu dále rozšířil vybudováním skladiště. Počátkem února téhož roku ale zasáhl závod požár vzniklý od předehřátého dřeva, který poškodil strop a několik dveří v objektu. Na přelomu 19. a 20. století došlo k nasycení trhu (jen v Čechách tehdy existovalo 68 porcelánek), což vedlo k ukončení produkce luxusních předmětů, jež do té doby tvořily hlavní výrobní artikl pekelského podniku. Továrna dále vyráběla již pouze hlavičky k holím, okenní kliky a nábytkové knoflíky. Postupně klesal i počet dělníků (až na třináct). Navíc se majitel společnosti stal obětí několika finančních podvodů a samotnou výrobu zasáhlo též několik požárů. Ty měly příčinu v chybějících provozních prostorách, které neumožňovaly vhodné uskladnění dřeva, jež se tak několikrát vznítilo. Dne 11. května 1904 (dle jiných zdrojů 4. května 1907) továrna vyhořela a s ohledem na hospodářskou kondici majitele již nebyla obnovena.
Na počátku 20. století působila v Pekle dvě kramářství, dále prodejce galanterního zboží a hraček či Franz Richter prodávající umělá hnojiva. V provozu byla též tabáková trafika. Mezi roky 1892 a 1906 zde pekl své výrobky pekař Franz Frenzel mladší. V průběhu století působilo v Pekle pastvinářské družstvo, jemuž po druhé světové válce pomáhali i skauti, kteří v okolí osady tábořili. Například během července 1947 stanovali na zdejších loukách skauti z Broumova, mezi jejichž členy patřil i pozdější hudebník Václav Hybš. Od sametové revoluce (1989) působí v Pekle soukromí podnikatelé. Počínaje rokem 1995 zde například hospodaří zemědělec Jan Chytil, jenž se řadí k největším soukromým zemědělcům v celé Raspenavě, nebo zde také sídlí grafické studio Arteport.

### Restaurace
V domě čp. 407 postaveném roku 1893 existovala od roku 1898 až do roku 1913 restaurace, která se jmenovala „U třešňové aleje“. Pak zanikla, ale ve stejném objektu otevřel roku 1925 Hermann Krause jiné pohostinství, tentokrát pod názvem „U čerstvého pramene“. Po jejím zrušení je z objektu obytný dům, jenž na počátku 21. století rekonstruoval Petr Bíma z Liberce. Druhý pekelský hostinec se jmenoval „V zeleném lučním údolí“ (dle jiného zdroje „Zelené luční údolí“). Sídlil v objektu bývalé rychty poté, co její prostory opustila škola. Strávníkům podniky nabízely prostá jídla, mezi které například patřily chléb s máslem podávaný ještě s mlékem nebo čerstvý koláč. Na počátku léta prý na stolech restaurací ležela vždy ještě miska s třešněmi, neboť tímto ovocem byla zdejší lokalita vyhlášená.

## Doprava

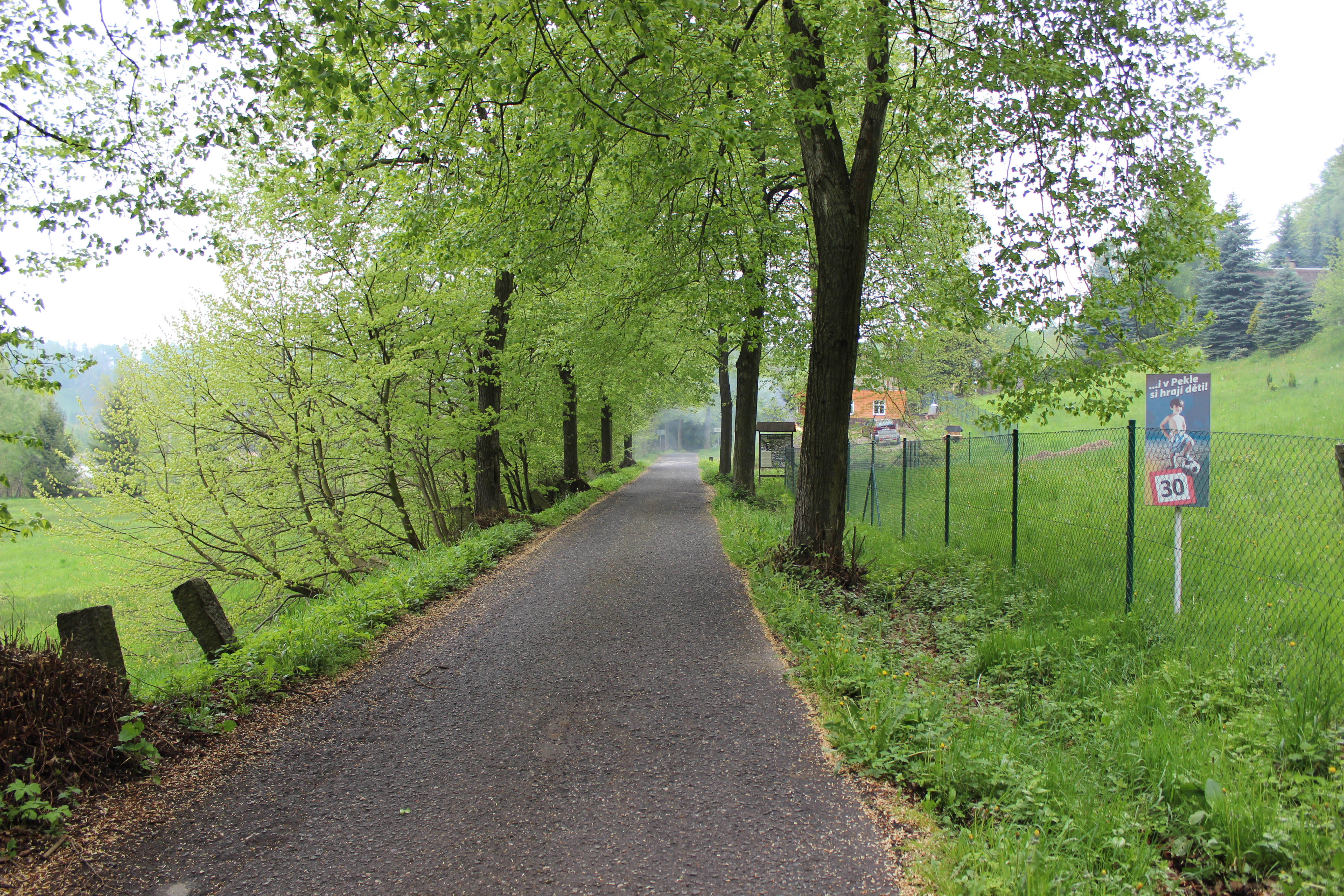
Silnice procházející Peklem

Peklem prochází silnice III/29014, která sídlo spojuje s Lužcem na jihu. Na ni plynule navazuje asfaltová místní cesta, která Peklo spojuje s Raspenavou na západě, kde ústí do silnice III/29011. Jihovýchodním směrem vede z centra osady komunikace do zdejší části Nebe a dále do Lázní Libverdy. Přímo Peklem neprochází žádná železniční trať. Nejbližší zastávka v Lužci na trati číslo 038 spojující Raspenavu s Bílým Potokem je vzdálena vzdušnou čarou asi 1,5 kilometru. Do Pekla nezajíždí ani žádná autobusová linka. Nejbližší zastávka je opět v Lužci, u tamní železniční zastávky, a jmenuje se „Raspenava, Interier“. Jezdí zde autobusové linky do Frýdlantu, Nového Města pod Smrkem, Hejnic, Lázní Libverdy, Bílého Potoka a k turistické chatě Smědava. Všechny spoje zajišťuje společnost ČSAD Liberec.

## Společnost

### Školství

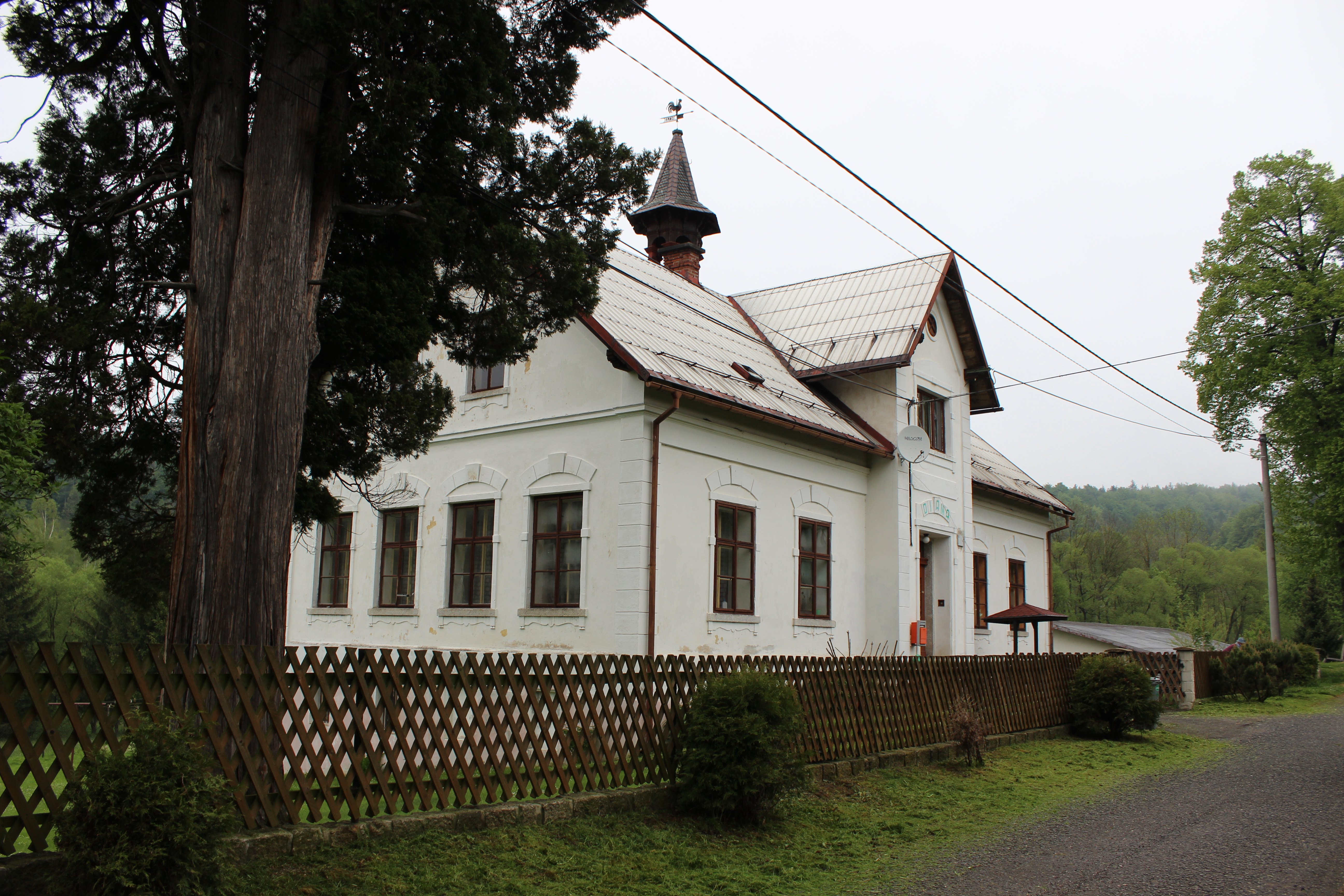
Školní budova postavená roku 1902

Zdejší děti navštěvovaly školu v Raspenavě, která je prvně zmiňována jako protestantská v roce 1589. Další její zmínka je spojena s rokem 1611, ale tehdy již byla protestantská. Protože však byla cesta dlouhá, pro menší děti obtížná a navíc po zavedení povinné školní docházky (1774) počet žáků rychle stoupal, vznikla na konci 18. století (zřejmě roku 1778) v Pekle pokoutní škola, která se pak změnila na školu výpomocnou k raspenavské škole. Vyučovalo se nejprve v soukromých objektech v Pekle, ale roku 1860 koupila obec od Antona Wildnera dům čp. 70, v němž se učilo dopoledne vždy od 8 do 11.30 hodin. Když se 1. října 1872 škola osamostatnila a vznikla tak obecná jednotřídka, byl k její budově přistavěn učitelský byt. Prvním učitelem na samostatné škole se stal Josef Rutte. Postupně však budova školy chátrala, až od roku 1892 vyzýval okresní školský úřad obec Peklo k výstavbě nové budovy. Po devíti letech se zdejší samospráva rozhodla zakoupit pozemek a na něm od dubna 1902 novostavbu budovat. Jejím stavitelem se stal Josef Neißer z Frýdlantu. Finančně na školu přispěli například majitel zdejšího panství Franz Clam-Gallas či průmyslníci Gustav a G. Alfred von Richter a Max Richter z Lužce. Stavbu se podařilo dokončit ještě téhož roku a po vysvěcení 22. října 1902 v ní začala výuka. Objekt se skládal z jedné třídy a bytu pro vedoucího školy. Původní budova byla již v červnu 1902 prodána, ale až do vysvěcení nové budovy v ní výuka probíhala. Vedle dětí z Pekla do školy chodili i školáci ze čtyř blízkých domů patřících již do Libverdy. Škola fungovala až do roku 1945, kdy zanikla. Jejím posledním učitelem byl Josef Schindler. Na počátku 21. století se v objektu školy nacházela restaurace „Diana“. Jedinou vzpomínkou na školní výuku se tak stal zvon osazený na zvoničce. Před roztavením během válek ho zachránila skutečnost, že je vyroben ze železa.

### Kultura

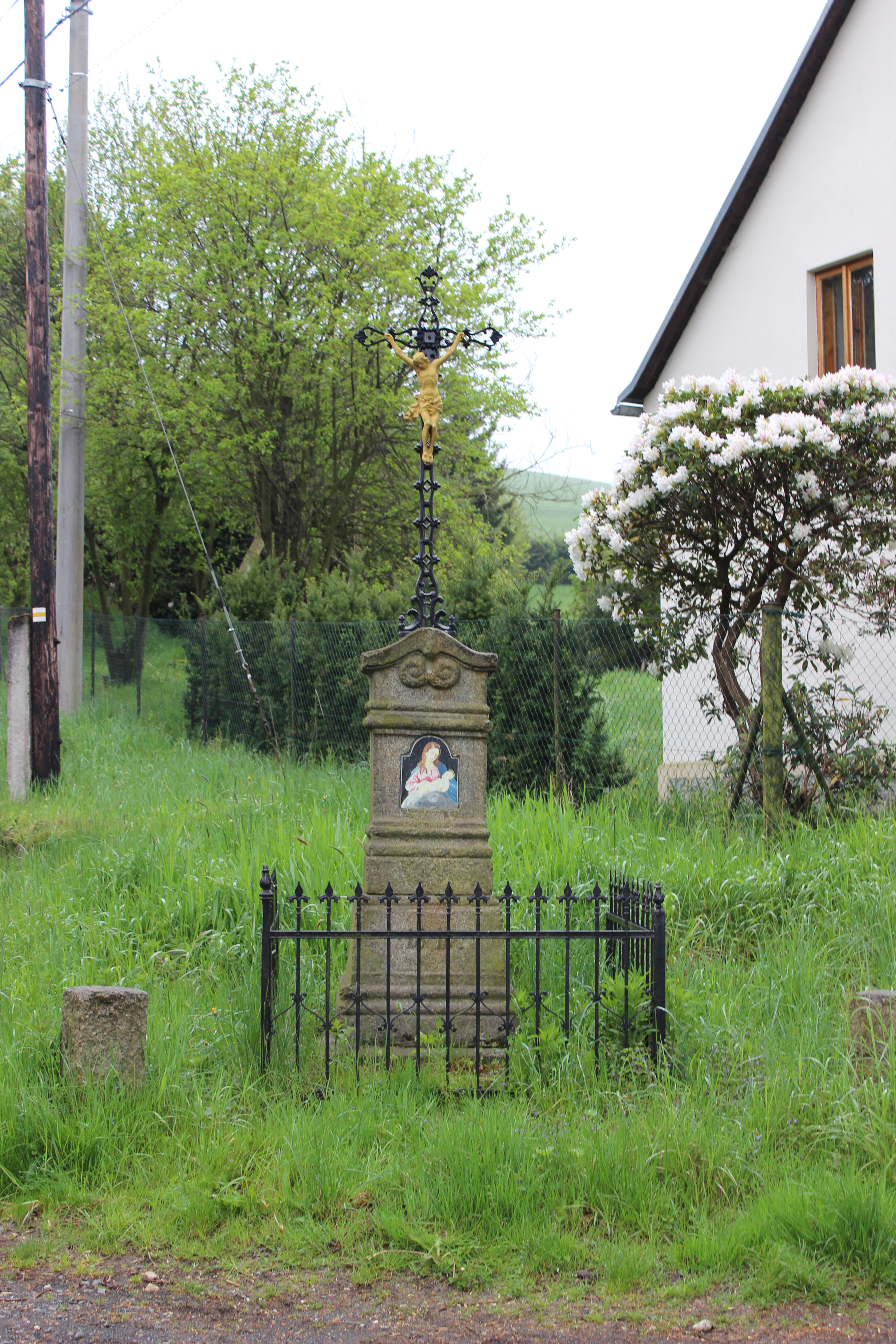
Křížek s obrázkem madony z roku 1810

V osadě je možné najít podhorské lidové stavby, často hrázděné a roubené. Sice se tu nenachází žádná kulturní památka, ale celá lokalita představuje poměrně hodnotný, přesto téměř neznámý soubor lidové architektury. Nejcennějším objektem je dům čp. 55 stojící v jihozápadních partiích osady. Patrový dům má zděné přízemí s jednoduchým kamenným portálem. Ve střední části Pekla stojí kovový kříž s kamenným podstavcem, na němž je malba Madony. Zbudován byl roku 1810 a během roku 2006 prošel rekonstrukcí. Obyvatelem jednoho z pekelských domů byl spisovatel Václav Kaplický, který zde sepsal román Železná koruna pojednávající o kováři Andreasi Stelzigovi pocházejícím z Dolní Řasnice na Frýdlantsku, jenž se postavil do čela zdejšího selského povstání (1680). Publicista Květoslav Matějka sem navíc umístil děj svého detektivního příběhu Dědictví v Pekle vydaného roku 1982.

### Sport
V Pekle nemá sídlo žádný sportovní klub. Prochází tudy však žlutě značená turistická trasa spojující zdejší lokalitu s raspenavskou aglomerací a s Lázněmi Libverdou. U zdejšího zemědělského areálu stojí rozcestník turistických tras pojmenovaný „Peklo“. Nachází se zde také kontaktní místo (takzvaný trauma bod) spravovaný Vojenskými lesy a statky České republiky (VLS), jehož poloha je známá všem složkám integrovaného záchranného systému. Příznivcům cykloturistiky jsou k dispozici dvě cyklotrasy procházející Peklem, a sice číslo 3006 a 3063. Východně od Pekla vedou trasy Singltreku pod Smrkem. U sousední obce Lázně Libverda se nacházejí také dvě nástupní místa na singltrekové trasy. Jedno je u restaurace Obří sud a druhé je od roku 2014 přímo v lázeňské obci. Plavci mohou využít i rybník Petr. Jeho voda je ještě stále zbarvená zbytky nevytěžené rašeliny.

## Osobnosti
Ke zdejším osobnostem patří:
- Gustav Richter (1839–1914),[70] šlechtic z Wittbachu – čestný občan[93]
- Václav Kaplický (1895–1982), český spisovatel, který se do Pekla jezdil rekreovat a sepsal tu romány Železná koruna a Kladivo na čarodějnice[5]